# Riesling

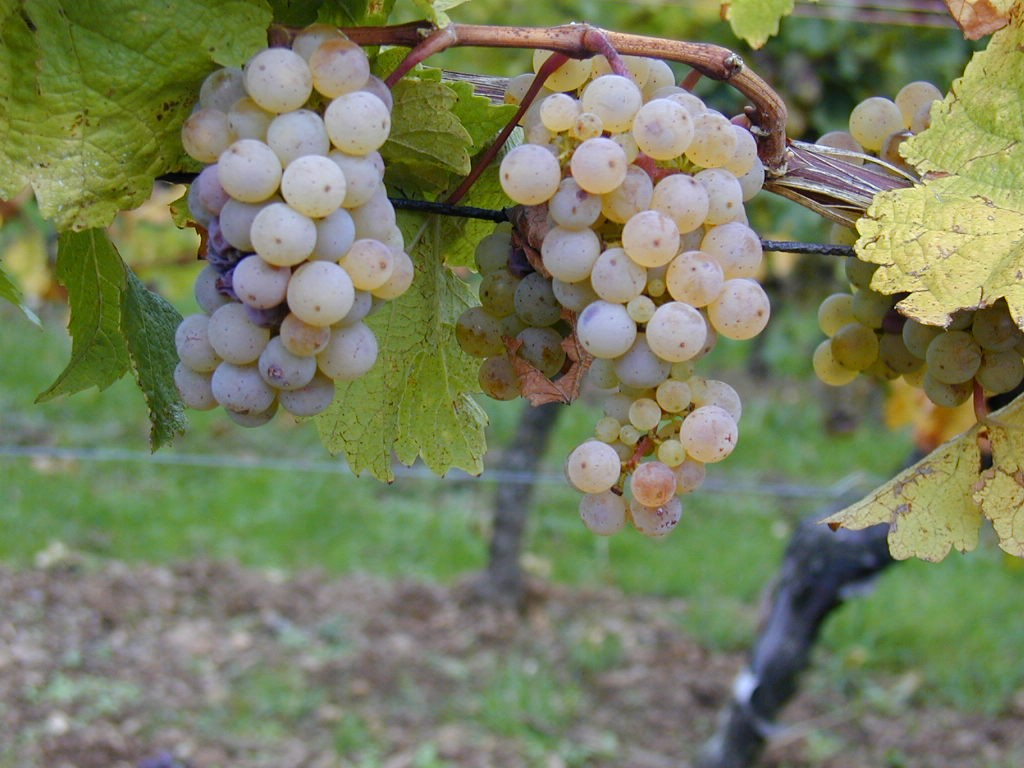
Rieslingdruif

Riesling is een wit druivenras. Oorspronkelijk zou het een afstammeling zijn van de Heunisch-druif en een Traminer variant. Vooral in Duitsland en de Elzas is zij geliefd.
Deze druif is pas laat rijp, meestal pas eind september of begin oktober en heeft dan een goudgele kleur met wat kleine spikkeltjes op de schil.
De riesling is geschikt voor de productie van droge en elegante wijnen. Haar bekendheid is te danken aan de zoete wijnen die deze druivensoort voort kan brengen.
De Rieslingdruif kan wijnen van grote klasse voortbrengen die lang houdbaar zijn. De druivenstokken staan voor deze hoge kwaliteitswijnen (Duits: Spitzenweinen) dikwijls tegen steile hellingen aangeplant.

Aan het begin van de 20e eeuw waren de Riesling-wijnen uit de Rheingau en Moezel vaak duurder dan de bekendste wijnen uit de Bordeaux.
Behalve in Duitsland en de Elzas is de Riesling ook aangeplant in Moravië (Tsjechië), Kroatië, Oostenrijk, Hongarije, Noord-Italië, Luxemburg, Verenigde Staten en Australië. In steeds meer landen komt deze druivensoort voor.
In Duitsland wordt de Rieslingdruif ook wel “De Koningin van de druiven” genoemd.

Duitse wijnen gemaakt van Rieslingdruiven kunnen jong gedronken worden. Bepaalde spitzenklasse-wijnen kunnen ook goed ouderen.

## Synoniemen[1]
- Beregi Riesling
- Beyaz Riesling
- Biela Grasevina
- Dinca Grasiva Biela
- Edelriesling
- Edle Gewuerztraube
- Feher Rajnai
- Gentil Aromatique
- Gentile Aromatique
- Gewuerzriesling
- Gewuerztraube
- Graefenberger
- Graschevina
- Grasevina Rajnska
- Grauer Riesling
- Grobriesling
- Hochheimer
- Johannesberger
- Johannisberg
- Johannisberger
- Karbacher Riesling
- Kastellberger
- Kis Rizling
- Kleigelberger
- Kleiner Riesling
- Kleinriesler
- Kleinriesling
- Klingelberger
- Krauses
- Krausses Roessling
- Lipka
- Moselriesling
- Niederlaender
- Oberkircher
- Oberlaender
- Petit Rhin
- Petit Riesling
- Petracine
- Pfaelzer
- Pfefferl
- Piros Rajnai Rizling
- Pussilla
- Raisin Du Rhin
- Rajinski Rizling
- Rajnai Rizling
- Rajnski Ruzling
- Rano
- Reichsriesling
- Reissler
- Remo
- Rendu
- Reno
- Renski Rizling
- Rezlik
- Rezlin
- Rezlink
- Rhein Riesling
- Rheingauer
- Rheinriesling
- Rhiesling
- Riesler
- Riesling Bianco
- Riesling Blanc
- Riesling De Rhin
- Riesling Echter Weisser
- Riesling Edler
- Riesling Gelb Mosel E43
- Riesling Giallo
- Riesling Grosso
- Riesling Gruener Mosel
- Riesling Mosel
- Riesling Reinskii
- Riesling Rhenan
- Riesling Rhine
- Rieslinger
- Rislinenok
- Rislinok
- Rizling Linner
- Rizling Rajinski
- Rizling Rajnai
- Rizling Rajnski
- Rizling Reinskii
- Rizling Rynsky
- Roessling
- Rohac
- Rossling
- Rosslinger
- Ruessel
- Ruessling
- Russel
- Ryn-Riesling
- Ryzlink Rynsky
- Starosvetske
- Starovetski
- Szuerke Rizling
- Uva Pussila
- Weisser Riesling
- White Riesling

## Kruisingen
De Riesling zelf werd en wordt ook gebruikt om mee te kruisen. Nieuwe variëteiten die hieruit zijn ontstaan zijn bijvoorbeeld: Frühriesling, Geisenheim-variëteiten, Müller-Thurgau, Geilweilerhof-variëteiten, Kerner, Scheurebe, Goldriesling en Johanniter.